# Amanita aprica
Amanita aprica é um fungo que pertence ao gênero de cogumelos Amanita na ordem Agaricales. A espécie foi descrita cientificamente por J.E. Lindgren e Tulloss em 2005.